# Sveučilišna knjižnica u Splitu
Sveučilišna knjižnica u Splitu, znanstvena ustanova i središnja knjižnica Sveučilišta u Splitu koja pribavlja i distribuira izvore informacija za potrebe svih splitskih studija, pružajući korisnicima odgovarajuće uvjete za učenje i studijski rad.
Poslije Nacionalne i sveučilišne knjižnice u Zagrebu, građom je najbogatija knjižnica u Republici Hrvatskoj. Njen fond danas ima oko 400.000 knjiga i 12.000 serijskih publikacija, a u njenim specijalnim zbirkama krije se bogata građa rijetkih i vrijednih knjiga, zemljopisnih karata i atlasa, slikovnih materijala i muzikalija.

## Povijest
Sveučilišna knjižnica započela je sa svojim radom 1903. godine pod imenom Gradska biblioteka u jednoj od prostorija Slavjanske narodne čitaonice u Splitu. Za izgradnju gradske knjižnice osobito se je zalagao prof. Josip Barač, koji je materijalno pomagao izgradnju splitske knjižnice a svoju osobnu knjižnicu poklonio ovoj knjižnici. Utemeljitelj i prvi predsjedatelj ove knjižnice bio je gimnazijski profesor dr. Dušan Manger, koji je bio na čelu te ustanove do svoje smrti 1940. godine.
Knjižnica je od samih početaka djelovala u otežanim prostornim uvjetima. Godine 1905. knjižnica je, uz općinsku potporu, unajmila nove prostorije u prizemlju kuće Illich na Obali, međutim kako je neprestanim donacijama broj knjiga znatno rastao, Općinsko ju je upraviteljstvo 1910. premjestilo u prostorije na prvom katu barokne palače Bernardi, na Pisturi, gdje je za posjetitelje je svečano otvorena u siječnju 1912. godine.
Za vrijeme Prvog svjetskog rata (1914. – 1918.), Biblioteka je bila zatvorena za javnost, ali je ponovno otvorena početkom 1919. godine. Odlukom Pokrajinske uprave dobiva pravo na obvezni primjerak svih tiskanih publikacija s područja Dalmacije, preuzimajući time ulogu gradske i pokrajinske knjižnice, s fondom od preko 20.000 svezaka. Zbog toga su 20-ih godina uređene nove prostorije u zgradi Biblioteke.
Biblioteka je nastavila s radom i tijekom Drugog svjetskog rata (1939. – 1945.), bivajući u teškim uvjetima okupacije jedinim utočištem u kojem se moglo govoriti i čitati hrvatskim jezikom. Početkom 1945. godine Biblioteka seli u bivše prostorije talijanaškog društva Gabinetto di lettura na Trgu Republike od kojeg preuzima vrijedni fond, prepun rijetkih knjiga i rukopisa. Istodobno, preuzela je fond i drugih ugaslih splitskih ustanova (talijanske Biblioteca Popolare, münchenske Akademije i njemačkog konzulata) čime je njen fond porastao na više od 45.000 knjiga.
Godine 1946. Biblioteka je premještena u zgradu neorenesansne palače izgrađene početkom 20. stoljeća. Iste je godine, odlukom Ministarstva prosvjete NR Hrvatske, ostvarila pravo na obvezni primjerak svih publikacija tiskanih u Hrvatskoj, pa je do 1960-ih godina u njenom fondu već bilo preko 130.000 knjiga i znatan broj periodičkih publikacija, zbog čega je zgrada morala biti dograđena.
Godine 1962. Savjet za kulturu Općine Split preimenovao je naziv knjižnice u Naučna biblioteka. Osnivanjem Sveučilišta u Splitu 1974., Biblioteka je postala formalnom članicom Sveučilišta i središnjom sveučilišnom knjižnicom, no njen je naziv formalno promijenjen tek 1992. godine, pa se od tada zove Sveučilišna knjižnica u Splitu.
Početkom 21. stoljeća pokrenuta je inicijativa za izgradnju nove zgrade, koja je izgrađena na području sveučilišnog kampusa i svečano otvorena 19. prosinca 2008. godine, da bi svoje prostore otvorila korisnicima 30. rujna 2009. godine.

## Odjeli i zbirke Sveučilišne knjižnice

### Odjel knjiga
Na odjelu knjiga čuva se oko 400.000 svezaka knjiga s godišnjim prirastom od 5.000 do 7.000 novih naslova. U tom fondu najvrednija je zbirka Dalmatica, koja obuhvaća publikacije tiskane u Dalmacji, kao i one u kojima se govori o Dalmaciji.

### Odjel periodike
Na ovom odjelu nalazi se oko 12.000 naslova časopisa i novina, što ovaj odjel čini najbogatijim fondom dalmatinskih serijskih publikacija uz Hrvatskoj. Neki od naslova su Gazzeta di Zara (1834. – 1850.), Zora Dalmatinska (1844. – 1918.), Smotra dalmatinska (1888. – 1918.), Narodni list, Jedinstvo, Jadranska pošta, Novo doba, i brojni drugi.

### Odjel specijalnih zbirki
Na ovom odjelu čuvaju se zbirke starih i vrijednih rukopisa (od 15. stoljeća do 1850. godine), zbirka rukopisne građe (od 13. do 20. stoljeća), grafička zbirka (od 17. stoljeća), zbirka zemljopisnih karata i atlasa (od 16. do 19. stoljeća), glazbena zbirka, zbirka vizualne građe i zbirka sitnog tiska.

## Vanjske poveznice
- Sveučilišna knjižnica u Splitu  Arhivirana inačica izvorne stranice od 18. listopada 2020. (Wayback Machine)